# Brian Clemens
Brian Horace Clemens, OBE (* 30. Juli 1931 in Croydon, England; † 10. Januar 2015 in London) war ein britischer Drehbuchautor und Filmproduzent. Er ist unter anderem der Schöpfer der Serien Mit Schirm, Charme und Melone und Die Profis.

## Leben
Clemens ging bereits im Alter von 14 Jahren von der Schule ab. Später leistete er seinen Wehrdienst bei der British Army. Im Anschluss erhielt er eine Anstellung als Bürobote bei der Werbeagentur JWT, wo er sich zum Werbetexter hocharbeitete. Neben der Arbeit entstand sein erstes Drehbuch. Mitte der 1950er Jahre arbeitete er für die Filmproduktionsgesellschaft Danziger Brothers, die sich auf B-Movies und Fernsehproduktionen spezialisiert hatte. Dort schrieb er Episodendrehbücher zu verschiedenen Fernsehserien. Ab Ende der 1950er Jahre schrieb er vermehrt für Independent Television, unter anderem für die populäre Serie Geheimauftrag für John Drake mit Patrick McGoohan in der Titelrolle.
1961 schrieb er die Pilotfolge von Mit Schirm, Charme und Melone. Als diese in Serie ging, begleitete er sie als Autor, Produzent und Story Editor. Die Serie mit Patrick Macnee in der Hauptrolle wurde weltweit ein großer Erfolg und zunächst bis 1969 produziert. Zudem wählte er persönlich Diana Rigg als Nachfolgerin von Honor Blackman nach deren Ausscheiden aus der Serie aus. 1968 wurde er als Produzent von Mit Schirm, Charme und Melone für den Emmy nominiert, in diesem Jahr gewann jedoch Kobra, übernehmen Sie die Auszeichnung. In den 1960er und 1970er war er an zahlreichen erfolgreichen Serienformaten beteiligt, unter anderem Der Baron, Die 2 und Gene Bradley in geheimer Mission.
Zwischenzeitlich hatte er mit The Avengers (Film and Fernsehen) Enterprises Ltd seine eigene Produktionsgesellschaft gegründet, mit der er von 1976 bis 1977 eine Neuauflage von Mit Schirm, Charme und Melone produzierte. Als weitaus erfolgreicher erwies sich jedoch eine andere Produktion, Die Profis. In den 1980er Jahren versuchte er in den Vereinigten Staaten an seinen Erfolg im Heimatland anzuknüpfen. Versuche, seine Erfolgsserien zusammen mit dem Produzenten Quinn Martin für den amerikanischen Markt zu adaptieren, scheiterten jedoch. Stattdessen verlegte er sich wieder auf das Drehbuchschreiben und arbeitete an US-amerikanischen Serien wie Remington Steele und Ein gesegnetes Team.
Clemens verfasste zudem die Drehbücher zu einigen Spielfilmen, darunter die Hammer-Filme Dr. Jekyll und Sister Hyde und Captain Kronos – Vampirjäger, seine einzige Regiearbeit. Zusammen mit der Stop-Motion-Legende Ray Harryhausen schrieb er das Buch zu Sindbads gefährliche Abenteuer. Zudem stammt Highlander II – Die Rückkehr aus seiner Feder.
Clemens war in zweiter Ehe verheiratet und bekam zwei Söhne. 2010 wurde er für seine Verdienste um das britische Fernsehen mit dem Offizierskreuz des Order of the British Empire ausgezeichnet. Er starb am 10. Januar 2015 im Alter von 83 Jahren in einem Londoner Krankenhaus.

## Filmografie (Auswahl)
- 1956: Schreie der Angst (At the Stroke of Nine)
- 1958: Der Dicke von Scotland Yard (The Great Van Robbery)
- 1958: Ein Toter schweigt (The Secret Man)
- 1960: Das Haus der tausend Schreie (The Tell-Tale Heart)
- 1960–1961: Geheimauftrag für John Drake (Danger Man)
- 1961–1969: Mit Schirm, Charme und Melone (The Avengers)
- 1962: Sir Francis Drake
- 1963: Endstation 13 Sahara (Station Six-Sahara)
- 1966: Die Hölle von Macao
- 1966–1967: Der Baron (The Baron)
- 1967: Liebesgeschichten (Nach all den Jahren)
- 1970: Tödliche Ferien (And Soon the Darkness)
- 1971: Die 2 (The Persuaders)
- 1971: Stiefel, die den Tod bedeuten (Blind Terror)
- 1972: Gene Bradley in geheimer Mission (The Adventurer)
- 1972–1973: Kein Pardon für Schutzengel (The Protectors)
- 1973: Sindbads gefährliche Abenteuer (The Golden Voyage of Sinbad)
- 1973–1976: Thriller (43 Folgen)
- 1974: Captain Kronos – Vampirjäger (Captain Kronos – Vampire Hunter)
- 1976–1977: Mit Schirm, Charme und Melone (The New Avengers)
- 1977–1983: Die Profis (The Professionals)
- 1983: Jim Bergerac ermittelt (Bergerac)
- 1984: Remington Steele
- 1987: Die Zeitfalle (Timestalkers)
- 1990: Blaues Blut (Blue Blood)
- 1990–1991: Ein gesegnetes Team (Father Dowling Mysteries)
- 1991: Highlander II – Die Rückkehr (Highlander II – The Quickening)
- 1992: Highlander (Fernsehserie)
- 1995–1999: Bugs – Die Spezialisten (Bugs)
- 1999: Die Profis – Die nächste Generation (CI5: The New Professionals)

## Auszeichnungen
- 1968: Emmy-Nominierung für Mit Schirm, Charme und Melone
- 1972: Edgar-Nominierung für Stiefel, die den Tod bedeuten